# Броклбэнк, Дэниел
Дэниел Броклбэнк (англ. Daniel Brocklebank; род. 21 декабря 1979, Стратфорд-на-Эйвоне, графство Уорикшир, Великобритания) — английский актёр кино и телевидения. Обрёл первую популярность после роли Мартина в фильме «Яма», а впоследствии стал известен по одной из центральных ролей в мыльной опере «Улица Коронации».

## Карьера
В декабре 2014 года получил роль викария Билли Мэйью в британской мыльной опере «Улица Коронации».

## Личная жизнь
Дэниел Броклбэнк — гей. В 2017 году начал встречаться с фотомоделью Стюартом Хаттоном (англ. Stuart Hatton).

## Фильмография
| Год       |    | Русское название          | Оригинальное название  | Роль                               |
| --------- | -- | ------------------------- | ---------------------- | ---------------------------------- |
| 1997      | с  | Чисто английское убийство | The Bill               | Саймон Хоули                       |
| 1998      | тф | Великий Мерлин            | Merlin                 | Мерлин в молодости                 |
| 1998      | ф  | Влюблённый Шекспир        | Shakespeare in Love    | Сэм Госс                           |
| 1999      | тф | Дьявольская арифметика    | The Devil's Arithmetic | Шмуэль Любич                       |
| 2001      | ф  | Яма                       | The Hole               | Мартин Тэйлор                      |
| 2002      | ф  | Часы                      | The Hours              | Родни                              |
| 2005—2006 | с  | Эммердейл                 | Emmerdale              | Айвен Джонс                        |
| 2010      | с  | Жители Ист-Энда           | Eastenders             | Роджер Грин                        |
| 2011      | ф  | Эпоха героев              | Age of Heroes          | офицер Королевской военной полиции |
| 2013      | ф  | Кэл                       | Cal                    | Айвен                              |
| 2014—2022 | с  | Улица Коронации           | Coronation Street      | Билли Мэйхью                       |
| 2015      | ф  | Адмирал                   | Michiel de Ruyter      | лорд-канцлер Великобритании        |
| 2015      | с  | Убийства в Мидсомере      | Midsomer Murders       | Брайан Грей                        |